# Blaesoxipha neuquenensis
Blaesoxipha neuquenensis är en tvåvingeart som först beskrevs av Blanchard 1942.  Blaesoxipha neuquenensis ingår i släktet Blaesoxipha och familjen köttflugor. Inga underarter finns listade i Catalogue of Life.